# Kartvelska språk
Kartveliska språk eller sydkaukasiska språk är en språkfamilj i södra Kaukasien. Georgiska/kartveliska är inte besläktat med de övriga språken som inräknas i begreppet kaukasiska språk. Det är vad lingvister kallar ett isolatspråk, något det har gemensamt med baskiskan. Ett isolat är ett språk som inte är släkt med några andra i de större språkfamiljerna. Det största sydkaukasiska språket är georgiskan. Tillsammans finns det sex språk som hör till språkfamiljen: Många räknar dock till exempel svanetiskan som en dialekt, men det är en bedömningsfråga. 
- Georgisk-zanspråk
  - Georgiska (ქართული ენა, kartuli ena)
  - Judeo-georgiska
  - Gammalgeorgiska
  - Laz
  - Megreliska (მარგალური ნინა, margaluri nina)
- Svanetiska